# بای چونگ‌گوانگ
بای چونگ‌گوانگ (انگلیسی: Bai Chongguang؛ زادهٔ ۱۵ اوت ۱۹۷۰) بوکسور اهل چین بود.